# Nitrofeen
Nitrofeen (ISO-naam) is een verouderd onkruidbestrijdingsmiddel, dat vanwege zijn mogelijke kankerverwekkende eigenschappen, in de Europese Unie, de Verenigde Staten en vele andere landen inmiddels verboden is. Zuiver nitrofeen is een kleurloos, kristallijn poeder, dat vrijwel onoplosbaar is in water. Het technisch product is bruin.
Het gebruik van de stof als herbicide werd gepatenteerd door Rohm & Haas. Het kwam rond 1964 op de markt gebracht en werd verkocht onder merknamen als Mezotox, Niclofen, Nitrochlor, Tokkorn, Trizilin en Trazalex.

## Toepassingen
Nitrofeen is een selectief herbicide dat zowel vóór als na het uitkomen van het onkruid kan gebruikt worden. Het is actief tegen grassen en tweezaadlobbigen en werd veel toegepast bij de teelt van graangewassen en rijst.

## Regelgeving
In de Europese Unie is het sedert 1988 verboden om onkruidbestrijdingsmiddelen die nitrofeen bevatten te gebruiken of te verkopen. Duitsland verbood nitrofeen reeds in 1980, maar in de toenmalige DDR werd het nog wel gebruikt en daar is het verbod pas in 1990 ingegaan. In 2002 brak in Duitsland een schandaal uit, toen nitrofeen werd aangetroffen in biologische eieren en kippenvlees. Mengvoeder voor biologische pluimveebedrijven bleek verontreinigd met nitrofeen, afkomstig van een opslagruimte in Mecklenburg-Voor-Pommeren, die vroeger voor pesticiden was gebruikt en waarin later tarwe voor biologisch mengvoeder werd opgeslagen.

## Toxicologie en veiligheid
De acute toxiciteit van nitrofeen is relatief laag. Ze is irriterend voor de huid en de luchtwegen. De stof kan effecten hebben op het centraal zenuwstelsel.
Bij herhaalde of langdurige blootstelling is nitrofeen echter carcinogeen gebleken bij proefdieren. Op basis daarvan is de stof ingedeeld als mogelijk kankerverwekkend bij de mens. Bij dierproeven bleek de stof ook sterk teratogeen. Reeds bij lage doses (0,15 mg/kg/dag) toegediend bij ratten trad abnormale ontwikkeling op van hart, longen, nieren en diafragma bij embryo's.